# Serie A3 2012-2013
Il campionato di Serie A3 di pallacanestro femminile 2012-2013 è stato il primo disputato, nonché il terzo livello della 82ª stagione italiana.
Le 36 squadre erano divise in tre gironi all'italiana, seguiti dalle fasi dei play-off e play-out. Torino, Vicenza e Civitanova Marche hanno vinto la post season; sono state in seguito ripescate anche Brindisi, Vigarano, Ferrara, Sesto San Giovanni, Genova e Cagliari.

## Girone A

### Classifica
|  |     | Classifica finale 2012-2013 | Pt | G  | V  | P  | PtF  | PtS  |
|  | --- | --------------------------- | -- | -- | -- | -- | ---- | ---- |
|  | 1.  | Paddy Power S.S.Giovanni    | 38 | 22 | 19 | 3  | 1362 | 1102 |
|  | 2.  | Pallacanestro Torino        | 34 | 22 | 17 | 5  | 1315 | 1105 |
|  | 3.  | Wideurope NBA-Zena Genova   | 30 | 22 | 15 | 7  | 1215 | 1108 |
|  | 4.  | Azzurra Lib. Moncalieri     | 26 | 22 | 13 | 9  | 1251 | 1190 |
|  | 5.  | Autorighi Lavagna           | 24 | 22 | 12 | 10 | 1131 | 1095 |
|  | 6.  | Sant'Orsola Sassari         | 24 | 22 | 12 | 10 | 1289 | 1326 |
|  | 7.  | Castel Carugate             | 20 | 22 | 10 | 12 | 1116 | 1124 |
|  | 8.  | Stars Novara                | 18 | 22 | 9  | 13 | 1087 | 1113 |
|  | 9.  | Villaggio Solidago Ghezzano | 16 | 22 | 8  | 14 | 1088 | 1200 |
|  | 10. | Astro Cagliari              | 12 | 22 | 6  | 16 | 1150 | 1302 |
|  | 11. | S.I. Savona                 | 12 | 22 | 6  | 16 | 1204 | 1368 |
|  | 12. | B&P Costamasnaga            | 10 | 22 | 5  | 17 | 1104 | 1279 |

## Girone B

### Classifica
|  |     | Classifica finale 2012-2013   | Pt | G  | V  | P  | PtF  | PtS  |
|  | --- | ----------------------------- | -- | -- | -- | -- | ---- | ---- |
|  | 1.  | Vassalli 2G Vigarano          | 42 | 22 | 21 | 1  | 1565 | 1025 |
|  | 2.  | Ginnastica Triestina          | 34 | 22 | 17 | 5  | 1337 | 1193 |
|  | 3.  | Basket Sarcedo                | 26 | 22 | 13 | 9  | 1267 | 1223 |
|  | 4.  | Ecodent Alpo                  | 26 | 22 | 13 | 9  | 1207 | 1219 |
|  | 5.  | Punto Fotovoltaico Ferrara    | 26 | 22 | 13 | 9  | 1209 | 1221 |
|  | 6.  | Magigas Basket Treviso        | 20 | 22 | 10 | 12 | 1211 | 1240 |
|  | 7.  | Sport's School Olimpia Pesaro | 20 | 22 | 10 | 12 | 1208 | 1258 |
|  | 8.  | Velco Vicenza                 | 18 | 22 | 9  | 13 | 1302 | 1305 |
|  | 9.  | Sistema Rosa Pordenone        | 14 | 22 | 7  | 15 | 1328 | 1455 |
|  | 10. | Cassa Rurale Alto Garda       | 14 | 22 | 7  | 15 | 1268 | 1346 |
|  | 11. | Pregis San Bonifacio          | 12 | 22 | 6  | 16 | 1316 | 1488 |
|  | 12. | Montecchio Maggiore           | 12 | 22 | 6  | 16 | 1213 | 1458 |

## Girone C

### Classifica
|  |     | Classifica finale 2012-2013    | Pt | G  | V  | P  | PtF  | PtS  |
|  | --- | ------------------------------ | -- | -- | -- | -- | ---- | ---- |
|  | 1.  | Futura Brindisi                | 38 | 22 | 19 | 3  | 1498 | 1266 |
|  | 2.  | Valentino Auto Santa Marinella | 34 | 22 | 17 | 5  | 1189 | 1103 |
|  | 3.  | Fe.Ba.Civitanova Marche        | 30 | 22 | 15 | 7  | 1400 | 1210 |
|  | 4.  | Athena Roma                    | 24 | 22 | 12 | 10 | 1279 | 1229 |
|  | 5.  | Basilia SBM Potenza            | 22 | 22 | 11 | 11 | 1289 | 1236 |
|  | 6.  | Saces Mapei Stabia             | 20 | 22 | 10 | 12 | 1203 | 1228 |
|  | 7.  | Recurfix Publimas San Raffaele | 20 | 22 | 10 | 12 | 1210 | 1237 |
|  | 8.  | NPG Polisportiva Sorrento      | 20 | 22 | 10 | 12 | 1215 | 1292 |
|  | 9.  | Mancinella Bull Latina         | 16 | 22 | 8  | 14 | 1222 | 1282 |
|  | 10. | Olimpia Corato                 | 14 | 22 | 7  | 15 | 1174 | 1308 |
|  | 11. | Pink Sport Time Bari           | 14 | 22 | 7  | 15 | 1229 | 1393 |
|  | 12. | New System Maddaloni           | 12 | 22 | 6  | 16 | 1203 | 1327 |

## Verdetti
- Promosse in Serie A2:  Torino, Vicenza e Civitanova Marche
- Ripescate in Serie A2:  Sesto San Giovanni, Genova, Cagliari, Vigarano, Trieste, Ferrara, Brindisi
- Retrocesse in Serie B:  Savona, Montecchio Maggiore, Bari.
- Non ammesse alla Serie A3:  Ghezzano, Potenza.
- Ripescate in Serie A3:  Savona, Montecchio Maggiore, Bari.